# Итала Марина (Месина)
Итала Марина је насеље у Италији у округу Месина, региону Сицилија.
Према процени из 2011. у насељу је живело 876 становника. Насеље се налази на надморској висини од 16 м.